# Magic (canción de B.o.B)
«Magic» es un sencillo del Rapero estadounidense B.o.B con la colaboración de Rivers Cuomo la octava, canción perteneciente al álbum de estudio B.o.B Presents: The Adventures of Bobby Ray publicado el 27 de abril de 2010.

## Recepción
La canción, debúto en los charts llegó a la cima y descendió en los Billboard Hot 100 chart, donde llegó al número 10.

## Video musical
El video musical fue lanzado en MTV en la medianoche del 2 de septiembre de 2010. Fue dirigido por Sanaa Hamri
Comienza, con una radio, que dice una frase en inglés, luego la cámara comienza a correr hasta el cuarto de B.O.B, donde él se encuentra durmiendo y de cerca se puede ver, la marca Adidas el cree que ha despertado pero en realidad esta aún dormido, en el baño ve a una chica mezclando cereal, con leche en el lavamanos,y él se pone a cantar mientras camina por el pasillo, luego está desayunando mira a su espalda, ve una fiesta en una piscina, con chicas, la imagen se traslada a otro lugar donde, esta el y los otros chicos cantando y bailando, en un mini-concierto,la imagen vuelve a trasladarse, y comienza, a caminar por el pasillo, mira las habitaciones de cada uno de sus amigos el ve que están totalmente dormidos, se asusta cuándo entra a su habitación se ve a sí mismo, durmiendo y ahí se da cuenta de que esta soñando, entonces intenta de todas las formas de despertarse,(golpeándolo, sacudiendólo) entonces entran unas chicas al cuarto y desordenan el cuarto tirando toda la ropa, los cajones y saltando sobre la cama,B.o.B, lucha con las chicas tratando de quitarles lo que tomaban, luego las chicas ayudan a B.o.B a despertarlo de su sueño, se toman unas fotos, y comienza a despertar, ve las fotos de su sueño tiradas en el piso, y mira a la cámara, con cara de duda, la radio en la cocina dice la misma frase en inglés del comienzo del video, aparece el título del álbum.

## Charts 2010
- Australia (Aria charts) en la posición número 5.
- Canadá (Canadian Hot 100) en la posición número 17.

## Otros
- La canción fue utilizada, en un comercial, de Adidas en el año 2010
- Fue utilizada en tráileres de películas